# Zacharias Wilsma
Zacharias Wilsma (Leeuwarden, gedoopt 24 april 1707 – begraven Utrecht, 4 februari 1763) was een uit Friesland afkomstig lid van de Utrechtse homoscene rond het jaar 1730.
Op 12 januari 1730 werd er door de koster van de Domtoren Josua Wilts aangifte gedaan vanwege het in het openbaar, in de Domtoren praktiseren van homoseksuele handelingen. Hij had twee mannen op heterdaad betrapt. Dit was het begin van wat bekendstaat als de Utrechtse homoseksuelenaffaire. Aangezien Wilts een van de mannen kende, was de Utrechtse rechtbank in staat deze binnen 24 uur aan te houden. Van het een kwam het ander en er volgden meer arrestaties. In februari van 1730 liet de rechtbank in Utrecht de gewezen soldaat en herenknecht Zacharias Wilsma arresteren.
Wilsma werd onder zware druk gezet en sloeg door. Om zijn leven te redden ging hij praten. Hij was een prima kroongetuige, want blijkbaar op landelijk niveau zeer goed ingevoerd in de toenmalige homoscene. Hij had eerder in Oegstgeest gewerkt als voorknecht op het buiten van Mr. Willem Jacobsz Paedts, waar hij diens koets gebruikte om daar sodomie te plegen met andere Leidenaren. Voornamelijk aan de hand van zijn bekentenissen stelde de rechtbank een lijst op waarop ruim honderdveertig namen voorkwamen van mannen uit het hele land die zich aan sodomie bezondigden.
De affaire baarde veel opzien en sloeg over naar onder andere Den Haag en Groningen, waar de vervolging in het dorp Zuidhorn de beruchtste was.
In totaal werden 289 mannen vervolgd, waarvan er zeventig ter dood werden gebracht. In Utrecht kostte deze affaire het leven aan 18, in Den Haag aan 14 en in Zuidhorn aan 24 mensen. De overige 14 slachtoffers zijn elders in de Republiek der Zeven Verenigde Nederlanden gevallen.
Wilsma zelf ontliep door zijn rol als kroongetuige de doodstraf. Hij werd op 16 augustus 1730 provisioneel opgesloten in het Utrechtse tuchthuis. In 1755 werd door het gerecht vastgesteld dat zijn confinement, hoewel provisioneel, levenslang moest duren. Wilsma overleed in februari 1763 in het tuchthuis. Hij werd begraven op het Nicolaaskerkhof.
Sinds 1999 staat er op het Domplein een homomonument om deze gebeurtenis te gedenken.